# Райлів (зупинний пункт)
Ра́йлів (колишня назва — пол. Zawadów) — пасажирський залізничний зупинний пункт Львівської дирекції Львівської залізниці на електрифікованій лінії Стрий — Самбір між станціями Стрий (8 км) та Верхні Гаї (7 км). Розташований в однойменному селі Стрийського району Львівської області.

## Пасажирське сполучення
На зупинному пункті Райлів щоденно зупиняються приміські електропоїзди напрямку Стрий — Самбір.